# Alex Atamanenko
Alex Atamanenko (né le 24 janvier 1945) est un homme politique canadien. Il a été député à la Chambre des communes du Canada, représentant la circonscription britanno-colombienne de Colombie-Britannique-Southern Interior de 2006 à 2015 sous la bannière du Nouveau Parti démocratique.

## Biographie
Né à New Westminster de parents réfugiés de la révolution russe, il fait ses études à l'Université de la Colombie-Britannique, où il obtient un baccalauréat en éducation physique (B.A.), et à l'Université de Toronto, où il complète sa maîtrise en littérature russe (M.A.). Il enseigne le russe, le français et l'anglais à plusieurs écoles à travers le Canada et aux États-Unis.
En 1989, il sert d'interprète lors de la visite du Premier ministre Brian Mulroney en Union soviétique.
Il est candidat pour la première fois dans sa circonscription lors de l'élection de 2004, mais est défait par le conservateur Jim Gouk. Il se représente et remporte la victoire à l'élection de 2006, quand le candidat conservateur Derek Zeisman fit face à des accusations criminelles au cours de la campagne.
Il est réélu lors des élections générales de 2008 et de 2011. Il ne représente pas lors de l'élection générale de 2015.